# Punta Gorda (Florida)
Punta Gorda è una città degli Stati Uniti d'America situata in Florida, nella Contea di Charlotte, della quale è anche il capoluogo.

## Curiosità
Tra le vie di Punta Gorda al numero 2330 di Shore Drive si trova la Villa Bianca, una costruzione in stile revivalismo mediterraneo inserita nell'elenco del patrimonio culturale statunitense della National Register of Historic Places.